# C/2017 S3 (PANSTARRS)
C/2017 S3 (PANSTARRS) est une comète du Système solaire ayant une trajectoire quasi parabolique. Sa découverte a été rapportée par Wainscoat et al. en utilisant le télescope Pan-STARRS de 1,8 mètre le 23 septembre 2017.

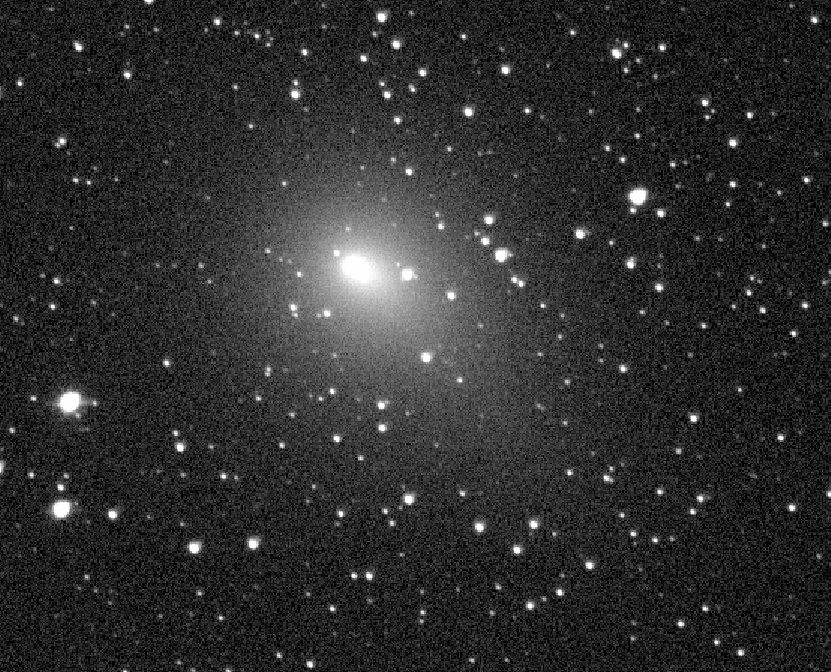
La comète C/2017 S3 (PANSTARRS) en 14 7 2018 par ZTF

La comète a eu un petit sursaut d'activité le 8 juillet 2018, puis un plus gros le 20 juillet. Dans les deux semaines qui suivirent, la production d'eau fut réduite d'un facteur 20, signe que la comète était en train de se désintégrer. Son passage au périhélie était prévu le 15 août suivant à 0,208 unité astronomique du Soleil.